# Dubstep
Dubstep är en elektronisk musikgenre med influenser av bland annat 2-step, UK garage, grime, drum and bass och dub. Dubstep karakteriseras av mycket bas, sparsamma rytmer och en ofta mörk karaktär. Wobble-bass används ofta inom dubstep, ett karakteristiskt "wub-sub" ljud i vilket man använder sig av t.ex. en synths LFO (Low Frequency Oscillator) för att skapa ett fasförvrängt så kallat wobbligt ljud. Dock kan detta inslag mycket väl vara en trend som är populär under ett fåtal år för att sedan ersättas av något annat.
Genren uppstod i Croydon, London runt år 1998 men slog igenom till en bredare publik runt år 2006, genom Skreams singel Midnight Request Line.
Dubstep härstammar från en experimentell blandning av UK garage och dub och de allra tidigaste låtarna gavs ut på B-sidor av UKG-singlar och ofta på så kallade white label-skivor. Sedan början av 2010-talet har genren brutit ut till en betydligt bredare publik, där Skrillex har varit en av många nya artister som står för en mer maximalistisk tolkning av genren som skiljer sig från genrens minimalistiska ursprung. På senare år har detta lett till en debatt och konstnärlig klyfta bland genrens artister, där många artister ur den äldre skolan förespråkar en mer konservativ hållning gentemot den bredare kommersialiseringen av dubstep-soundet.
Subgenrer till dubstep:
- Drumstep
- Techstep
- Drillstep
- Moombahstep
- Clownstep
- Brostep
- Rawstep
- Gorestep[2][3][4]

## Tongivande artister
- Burial
- Digital Mystikz
- Excision
- Rusko
- Flux Pavilion
- Code: Pandorum
- SQUNTO
- Borgore